# Peter Lorre
László Loewenstein (Rózsahegy, Império Austro-Húngaro, atual Eslováquia, 26 de junho de 1904 – Hollywood, Estados Unidos, 23 de março de 1964), mais conhecido como Peter Lorre, foi um ator de cinema e teatro austríaco de origem húngara e ascendência judia.
Trabalhou em Casablanca, Relíquia Macabra e M, filme de 1931, dirigido por Fritz Lang.
A mãe de Lorre morreu quando ele era ainda criança, em abril de 1908. Em 1913, mudou-se com seu pai para Viena. Em razão de uma briga com o pai, Lorre resolveu ir embora de casa.
Trabalhou por um tempo em um banco, e depois em restaurantes, onde se apresentava em troca de refeições. Dormia em bancos, na rua, sonhando com uma carreira no teatro.
Pouco a pouco, Lorre encontrou empregos como ator em Viena, Breslávia e Zurique. Porém foi em Berlim, para onde mudou-se em 1928, onde encontrou as melhores oportunidades como ator.
Em pouco tempo tornou-se uma estrela em ascensão do teatro de vanguarda de Berlim, associando-se com o grupo de teatro Volksbühne e com o dramaturgo Bertolt Brecht.
Em abril de 1929, interpretou um maníaco sexual na peça Pionere in Ingolstadt. Depois, ainda no ano de 1929, assumiu o papel de um gangster na montagem da peça Happy End realizada por Brecht and Kurt Weill.
Porém, foi enquanto atuava na peça Frühlings Erwachen (O Despertar da Primavera) que Lorre foi apresentado a Fritz Lang, que procurava um ator para protagonizar o seu próximo filme, o primeiro sonoro da carreira do diretor. 
A atriz Celia Lovsky, que depois viria a se tornar esposa de Lorre, levou Lang e Seymour Nebenzahl, produtor do filme, a um ensaio geral da peça, a fim de que os dois pudessem conhecer Lorre.
Após o ensaio, Lang e Nebenzahl foram aos bastidores e se encontraram com Lorre. Disseram a ele que o roteiro do próximo projeto de Lang ainda estava sendo preparado, mas o papel principal encontrava-se disponível.
Lang disse que não poderia revelar naquele momento muitos detalhes sobre o filme, dizendo a Lorre apenas que este seria sobre "um crime imperdoável".
Peter Lorre interpretou também o vilão Le Chiffre, no filme para televisão Cassino Royale, de 1954, a primeira adaptação do romance de Ian Fleming sobre o agente James Bond, ou 007.
Na manhã do dia 23 de março de 1964, Lorre foi encontrado desacordado no chão do seu quarto pela sua empregada doméstica. Após ter sido examinado pelo seu médico particular, foi constatado o seu falecimento em razão de uma hemorragia cerebral.
Em 26 de março de 1964, foi realizado o seu funeral, que ocorreu segundo o rito judaico. Vincent Price, grande amigo de Lorre, foi encarregado de fazer um elogio fúnebre em sua homenagem.
O corpo de Peter Lorre foi cremado e seus restos mortais depositados no Hollywood Forever Cemetery.

## Filmografia
- Die Verschwundene Frau (1929)
- M - Eine Stadt sucht einen Mörder (1931)
- Bomben auf Monte Carlo (1931)
- Die Koffer des Herrn O.F. (1931)
- Fünf von der Jazzband (1932)
- Schuss im Morgengrauen (1932)
- Der Weisse Dämon (1932)
- Stupéfiants (1932)
- F.P.1 antwortet nicht (1932)
- Les Requins du pétrole (1933)
- Du haut en bas (1933)
- Was Frauen träumen (1933)
- Unsichtbare Gegner (1933)
- The Man Who Knew Too Much (1934)
- Mad Love (1935)
- Crime and Punishment (1935)
- Secret Agent (1936)
- Crack-Up (1936)
- Nancy Steele Is Missing! (1937)
- Think Fast, Mr. Moto (1937)
- Lancer Spy (1937)
- Thank You, Mr. Moto (1937)
- Mr. Moto's Gamble (1938)
- Mr. Moto Takes a Chance (1938)
- I'll Give a Million (1938)
- Mysterious Mr. Moto (1938)
- Mr. Moto's Last Warning (1939)
- Danger Island (1939)
- Mr. Moto Takes a Vacation (1939)
- Strange Cargo (1940)
- I Was an Adventuress (1940)
- Island of Doomed Men (1940)
- Stranger on the Third Floor (1940)
- You'll Find Out (1940)
- The Face Behind the Mask (1941)
- Mr. District Attorney (1941)
- They Met in Bombay (1941)
- The Maltese Falcon (1941)
- All Through the Night (1941)
- Invisible Agent (1942)
- The Boogie Man Will Get You (1942)
- Casablanca (1942)
- The Constant Nymph (1943)
- Background to Danger (1943)
- The Cross of Lorraine (1943)
- Passage to Marseille (1944)
- The Mask of Dimitrios (1944)
- Arsenic and Old Lace (1944)
- The Conspirators (1944)
- Hollywood Canteen (1944)
- Hotel Berlin (1945)
- Confidential Agent (1945)
- Three Strangers (1946)
- Black Angel (1946)
- The Chase (1946)
- The Verdict (1946)
- The Beast with Five Fingers (1946)
- My Favorite Brunette (1947)
- Casbah (1948)
- Rope of Sand (1949)
- Quicksand (1950)
- Double Confession (1950)
- Der Verlorene (1951) (também dirigiu)
- Beat the Devil (1953)
- Casino Royale, episódio de 1954 da série Climax!
- 20,000 Leagues Under the Sea (1954)
- Around the World in Eighty Days (1956)
- Meet Me in Las Vegas (1956) (não creditado)
- Congo Crossing (1956)
- The Buster Keaton Story (1957)
- Silk Stockings (1957)
- The Story of Mankind (1957)
- The Sad Sack (1957)
- Hell Ship Mutiny (1957)
- The Big Circus (1959)
- Scent of Mystery (1960)
- Voyage to the Bottom of the Sea (1961)
- Tales of Terror (1962)
- Five Weeks in a Balloon (1962)
- The Raven (1963)
- The Comedy of Terrors (1964)
- Muscle Beach Party (1964)
- The Patsy (1964)